# 1С12
1С12 («Long Track» по классификации НАТО) — советская подвижная станция обнаружения целей ЗРК 2К11 «Круг».

## Описание конструкции

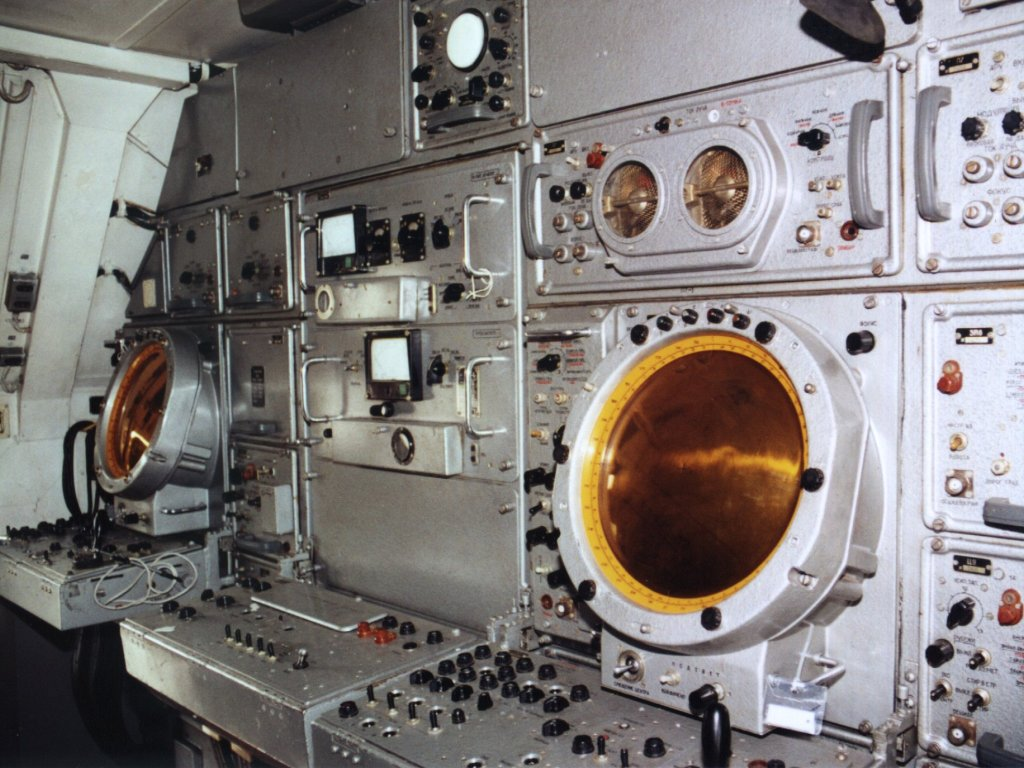
Места операторов станции

ЗИП первой очереди, дополнительная и основная аппаратура станции 1С12 полностью размещены на шасси. Кабина станции представляет собой четыре отделённых друг от друга отсека (левый и правый кормовые отсеки, передний с подвалом и задний отсеки). Кабина водителя находится отдельно.
В переднем отсеке расположены:
1. Аппаратура опознавания и активного ответа;
2. Центральная станция радиолинии;
3. Часть приёмной аппаратуры и аппаратуры топопривязки и передачи данных;
4. Индикаторная аппаратура;
5. Умножители частоты передающей системы.

В заднем отсеке находятся:
1. Часть фидерной системы;
2. Аппаратура передающего устройства;
3. Часть приёмной аппаратуры.

На крыше находится поворотное устройство с приводом вращения, в котором установлена антенная система, а также установлен механизм переключения угломестных зон. Газотурбинные агрегаты питания и система охлаждения передатчика с распределительным блоком питания находятся в задних отсеках.
В кабине водителя размещены органы управления шасси, пульт управления газотурбинными электростанциями, креномер, пульт рентгенометра, а также прибор ночного видения ПНВ-57.
Во время работы станция 1С12 совершает непрерывный круговой обзор пространства. Всё пространство делится на четыре угломестные зоны (1-я: 0-3.5,  2-я: 3.5-7,    3-я 7-14,и 4-я-14-28 в градусах, естественно) — просматриваются друг за другом по очереди. За один полный оборот антенны просматривается одна зона. Так же имеются режимы работы, при которых просматривается какая-то одна зона, или только нижние зоны. Для защиты от активных помех станция 1С12 может перестраивать рабочие частоты по заданному алгоритму. От пассивных помех используется двухчастотный когерентно-импульсный метод. При работе со станцией наведения 1С32 время развёртывания и свёртывания станции составляет 5 минут. Самые первые экземпляры имели 4-х каскадный передатчик. В СВ не сохранились. А экземпляры с 3-хзонным обнаружением (1-я зона была от 0 до 7 градусов) полностью модернизировали на 4-хзонные к началу 80-х.

### Средства связи и наблюдения
Чтобы обеспечить передвижение в ночных условиях, на 1С12 установлен прибор ночного видения ПНВ-57.
Для работы со станцией наведения ракет 1С32 в машине установлена радиостанция 1С62. Центральная линия служит для передачи команд управления и координат целей, а также для приёма ответных команд обратного контроля.
Для распознавания целей «свой-чужой» на 1С12 установлено устройство-запросчик 1РЛ225 «Тантал-К1».
Для обеспечения связи с другими объектами и системами, а также для внутренней связи в станции обнаружения целей 1С12 имеется следующая аппаратура:
1. Блок согласующихся устройств С1;
2. Две радиостанции Р-123;
3. Телефонный коммутатор П-193М;
4. Самолётное переговорное устройство СПУ-7;
5. Дополнительно на устройстве могут размещаться два выносных пульта управления Р-824.

### Ходовая часть
В качестве базы используется «Объект 426», созданный на базе тяжёлого артиллерийского тягача АТ-Т. «Объект 426» разработан на Харьковском заводе им. Малышева. Шасси станции 1С12 обладает меньшей манёвренностью и запасом хода, чем шасси пусковой установки 2П24 и станции наведения ракет 1С32, это обусловлено большой массой станции.
«Объект 426» имеет противоатомную защиту, систему отопления, а также освещения для работы в различных условиях.

## Модификации
- 1С12 — базовый вариант, предназначен для использования в составе ЗРК 2К11 «Круг»
- П40 «Броня» — модифицированный вариант, отличается незначительным изменением приборного состава для использования с подвижным радиовысотомером 1РЛ19Б (ПРВ-9Б «Наклон-2Б»)

## Операторы

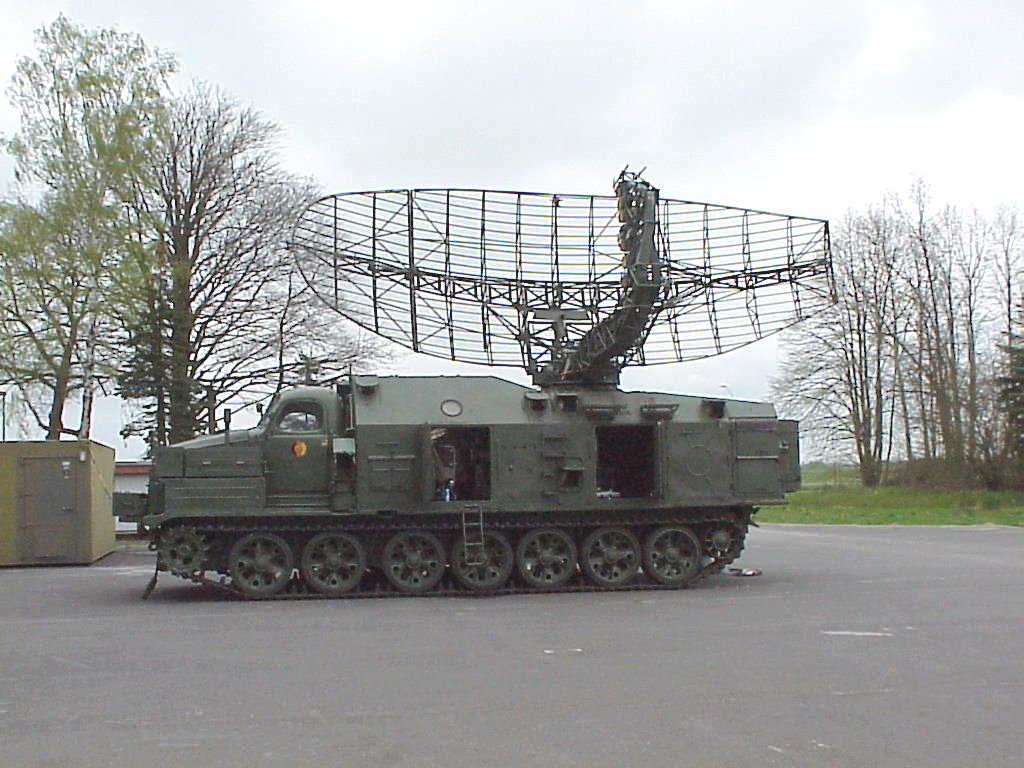
РЛС дальномер КО П-40 Народной Армии ГДР, фото 2007 год, на базе изделия 426 У.

- Азербайджан — около 40 SA-13 Gopher, SA-4 Ganef и SA-8 Gecko, по состоянию на 2010 год[8]
- Алжир — 2 единицы 1С12 поставлены из СССР в 1981 году[9], 4 единицы 1С12 поставлены из СССР в период с 1984 по 1986 годы[9]
- Ангола — 4 единицы 1С12 поставлены из СССР в период с 1984 по 1987 годы[9], 12 единиц 1С12 поставлены из СССР в период с 1983 по 1988 годы[9], 4 единицы 1С12 поставлены из СССР в период с 1984 по 1987 годы[9]
- Армения — некоторое количество SA-4 Ganef, по состоянию на 2010 год[10]
- Болгария — 9 единиц 2К11 поставлены из СССР в 1981 году[9], 2 единицы 1С12 поставлены из СССР в период с 1977 по 1980 годы[9]
- Венгрия — 6 единиц 2К11 поставлены из СССР в период с 1977 по 1978 годы[9], 2 единицы 1С12 поставлены из СССР в 1977 году[9], 8 единиц 1С12 поставлены из СССР в период с 1978 по 1979 году[9]
- ГДР — 18 единиц 2К11 поставлены из СССР в период с 1976 по 1978 годы[9]
- Египет — 12 единиц 1С12 поставлены из СССР в 1972 году[9], 6 единиц 1С12 поставлены из СССР в 1973 году[9]
- Индия — 5 единиц 1С12 поставлены из СССР в период с 1975 по 1979 годы[9]
- Ирак — 10 единиц 1С12 поставлены из СССР в период с 1980 по 1984 годы[9]
- Казахстан — более 27 SA-4 Ganef/SA-5 Gammon, по состоянию на 2010 год[11]
- Кыргызстан — некоторое количество SA-4 Ganef, по состоянию на 2010 год[12]
- Куба — 1 единица 1С12 поставлена из СССР в 1982 году[9]
- Ливия — 7 единиц 1С12 поставлены из СССР в период с 1975 по 1978 годы[9]
- Польша — 14 SA-4 Ganef, по состоянию на 2010 год[13]
- Россия — 220 SA-4 A/B Ganef (большинство на хранении), по состоянию на 2010 год[14]
- Сербия и Черногория — 1 единица 1С12 поставлена из СССР в 1976 году[9]
- Сирия — 4 единицы 1С12 поставлены из СССР в период с 1983 по 1984 годы[9]
- СССР — перешли к образовавшимся после распада государствам
- Украина — 100 SA-4 Ganef, по состоянию на 2010 год[15]
- Чехословакия — 9 единиц 2К11 поставлены из СССР в период с 1974 по 1975 годы[9], 2 единицы 1С12 поставлены из СССР в период с 1973 по 1974 годы[9], 4 единицы 1С12 поставлены из СССР в период с 1974 по 1975 годы[9], 6 единиц 1С12 поставлены из СССР в период с 1979 по 1981 годы[9], 1 единица 1С12 поставлена из СССР в 1982 году[9]

## Музейные экспонаты
- Музейный комплекс УГМК, г. Верхняя Пышма, Свердловская область.